# Amyas Morse
Pour les articles homonymes, voir Morse.
Amyas Charles Edward Morse (né en 1949) est un auditeur écossais qui est, entre 2009 et 2019, le contrôleur et auditeur général(en) du National Audit Office, un organe parlementaire indépendant,,.

## Biographie
Né à Glasgow, Morse dirige le cabinet Coopers and Lybrand en Écosse avant de déménager à Londres pour gérer le London City Office, devenant par la suite associé exécutif de Coopers et Lybrand UK. Il est associé directeur mondial chez PricewaterhouseCoopers avant d'être nommé contrôleur et vérificateur général, succédant à Sir John Bourn.
Morse est nommé Chevalier Commandeur de l'Ordre du Bain (KCB) à l'occasion de l'anniversaire 2014 pour ses services au parlement et l'audit du secteur public.
Le 24 février 2021, il est recommandé pour une pairie à vie par la Commission des nominations de la Chambre des lords. Il est nommé baron Morse, d'Aldeburgh dans le comté de Suffolk le 26 mars 2021.